# Валані
Валані (перс. ولني) — село в Ірані, у дегестані Сіярстак-Єйлакі, у бахші Рахімабад, шагрестані Рудсар остану Ґілян. За даними перепису 2006 року, його населення становило 29 осіб, що проживали у складі 15 сімей.

## Клімат
Середня річна температура становить 9,92 °C, середня максимальна – 25,87 °C, а середня мінімальна – -6,79 °C. Середня річна кількість опадів – 407 мм.
| Клімат поселення                              | Клімат поселення | Клімат поселення | Клімат поселення | Клімат поселення | Клімат поселення | Клімат поселення | Клімат поселення | Клімат поселення | Клімат поселення | Клімат поселення | Клімат поселення | Клімат поселення | Клімат поселення |
| Показник                                      | Січ.             | Лют.             | Бер.             | Квіт.            | Трав.            | Черв.            | Лип.             | Серп.            | Вер.             | Жовт.            | Лист.            | Груд.            |                  |
| Середній максимум, °C                         | 3,53             | 4,14             | 6,94             | 13,36            | 18,92            | 23,11            | 25,87            | 25,75            | 21,97            | 18,40            | 11,98            | 6,06             |                  |
| Середня температура, °C                       | −1,62            | −1,02            | 1,77             | 8,20             | 13,76            | 17,95            | 20,88            | 20,74            | 16,98            | 13,41            | 6,99             | 1,05             |                  |
| Середній мінімум, °C                          | −6,79            | −6,18            | −3,4             | 3,03             | 8,60             | 12,79            | 15,88            | 15,76            | 11,97            | 8,40             | 1,99             | −3,94            |                  |
| Норма опадів, мм                              | 39               | 42               | 62               | 47               | 38               | 13               | 11               | 10               | 14               | 40               | 44               | 47               |                  |
| Середньомісячна швидкість вітру, м/с          | 1.90             | 2.49             | 2.65             | 2.70             | 2.40             | 2.28             | 2.16             | 1.93             | 1.86             | 1.80             | 2.21             | 1.91             |                  |
| Середньомісячна сонячна радіація, кДж/м²·день | 7692             | 10080            | 12604            | 16552            | 20572            | 23400            | 23358            | 20668            | 17448            | 12544            | 9429             | 7440             |                  |
| --------------------------------------------- | ---------------- | ---------------- | ---------------- | ---------------- | ---------------- | ---------------- | ---------------- | ---------------- | ---------------- | ---------------- | ---------------- | ---------------- | ---------------- |
| Джерело:                                      |                  |                  |                  |                  |                  |                  |                  |                  |                  |                  |                  |                  |                  |